# Ednardo D'Ávila Mello
Ednardo D'Ávila Mello (Rio de Janeiro, 23 de agosto de 1911 — Rio de Janeiro, 16 de abril de 1984) foi um general-de-exército do Exército brasileiro.

## Biografia
Nascido no Rio de Janeiro, ocupou diversos postos de comando e chefia no Exército e, ao lado do seu hobby principal (estudo de cidades e igrejas antigas e das técnicas de envelhecimento de gravuras), cultivou também uma atenção especial para colecionar cartas, documentos e fotografias dos fatos mais importantes dos quais participou na vida política e militar do Brasil.
Assumiu diversos cargos de destaque como o de adido militar nos Estados Unidos junto à Embaixada Brasileira e de chefe do Serviço Federal de Informações e Contrainformação (SFICI) em 1961. No SFICI comandava quinze oficiais, entre eles o futuro presidente João Batista Figueiredo e os futuros ministros Mário Andreazza e Walter Pires de Carvalho e Albuquerque, todos militantes anti-getulistas que em 1952 participaram das desordens que levaram à queda do ministro Estillac Leal e em 1955 do presidente Carlos Luz.
Foi como comandante do II Exército em São Paulo, cargo que ocupou entre 7 de janeiro de 1974 e 20 de janeiro de 1976, que ganhou notoriedade.
Em 19 de janeiro de 1976, foi demitido pelo presidente Ernesto Geisel do posto que ocupava desde 1974, depois de inúmeros casos de torturas e assassinatos nas dependências do DOI-CODI, órgão de repressão do regime civil-militar de 1964 então subordinado a ele, notadamente das mortes do jornalista Vladimir Herzog em 25 de outubro de 1975 e do operário Manoel Fiel Filho em 17 de janeiro de 1976.